# فيلي تايلر
فيلي تايلر (بالإنجليزية: Willie Tyler)‏ هو ممثل أمريكي، ولد في 8 سبتمبر 1940 بريد ليفل في الولايات المتحدة.

## أعمال

### أفلام
- (1978) العودة للديار

## وصلات خارجية
- فيلي تايلر على موقع IMDb (الإنجليزية)
- فيلي تايلر على موقع إن إن دي بي (الإنجليزية)
- فيلي تايلر على موقع قاعدة بيانات الفيلم (الإنجليزية)